# Bengt Heyman
Bengt Heyman (* 26. August 1883 in Stockholm; † 3. Juni 1942 ebenda) war ein schwedischer Segler.

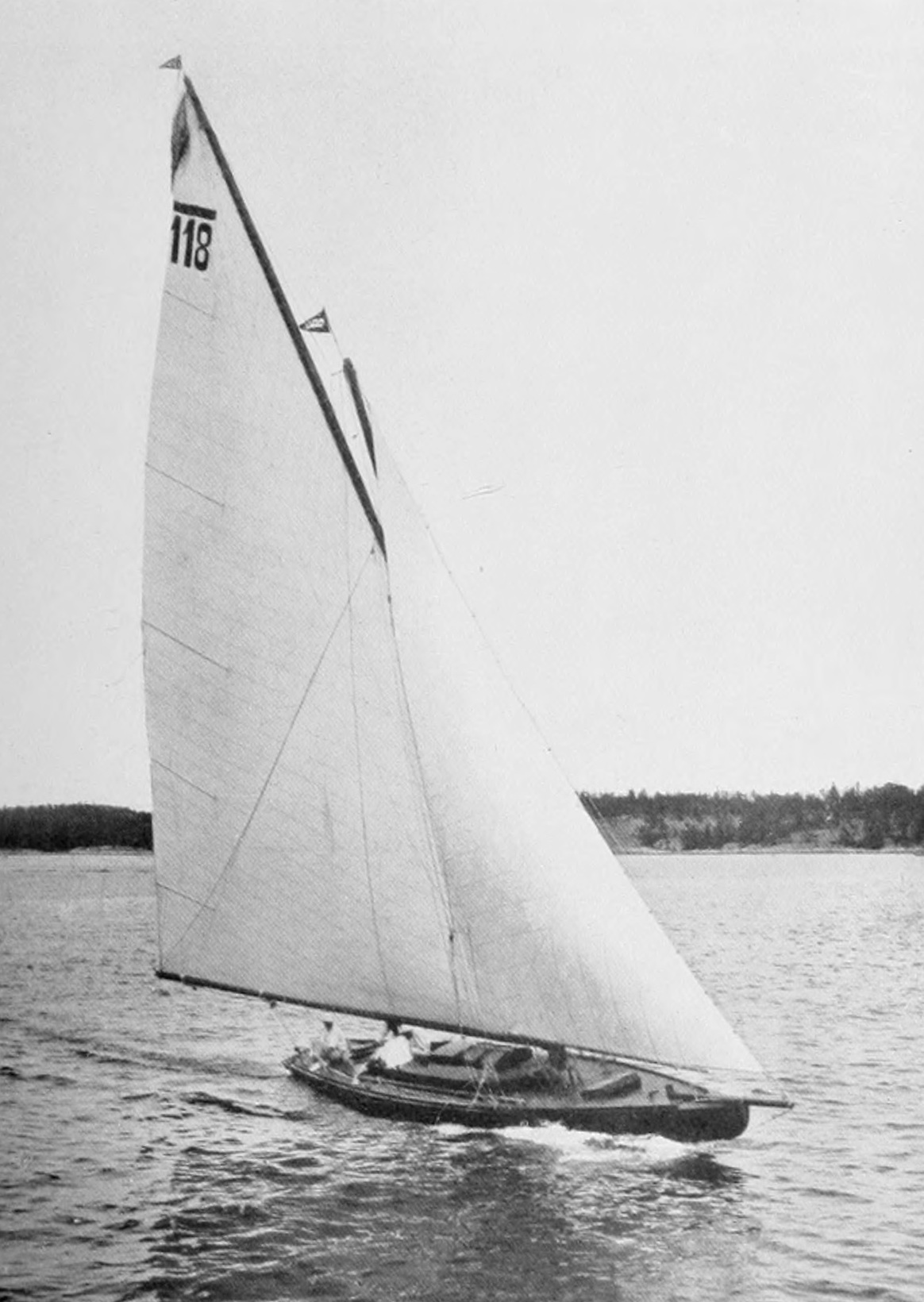
8mR-Yacht Sans Atout, Silbermedaille 1912

## Erfolge
Bengt Heyman, der Mitglied im Kungliga Svenska Segelsällskapet (KSSS) war, gewann bei den Olympischen Spielen 1912 in Stockholm in der 8-Meter-Klasse (8mR) die Silbermedaille. Bei der in Nynäshamn stattfindenden Regatta gelang dem finnischen Boot Lucky Girl ebenso wie der schwedischen Sans Atout, als deren Skipper Heyman fungierte, in insgesamt zwei Wettfahrten jeweils ein zweiter Platz, sodass es zum Stechen zwischen diesen beiden Booten kam. In diesem setzte sich die Sans Atout durch, zu deren Crew Emil Henriques, Alvar Thiel, Herbert Westermark und Nils Westermark gehörten.
1920 wurde Heyman Direktor des schwedischen Arbeitgeberverbandes.